# Grupos de Acción Anticomunista
Los Grupos de Acción Anticomunista (GAA) fueron una organización paramilitar clandestina creada en Paraguay durante el stronismo. Fundados por el entonces ministro de Justicia y Trabajo, José Eugenio Jacquet, los GAA operaron como un brazo informal del aparato represivo del régimen, con funciones similares a las de una policía secreta.
A diferencia de otros cuerpos represivos del régimen, los GAA mantuvieron un perfil bajo, operando desde la sombra. Sin embargo, su existencia era conocida en círculos internos del Estado.
La organización estuvo vinculada a la Liga Mundial por la Libertad y la Democracia, una red internacional de lucha anticomunista con sede en Taiwán. Su rama paraguaya fue dirigida por Juan Manuel Frutos Fleitas, ideólogo del stronismo, en conjunto con el jefe de la Dirección Nacional de Asuntos Técnicos (DNAT), Antonio Campos Alum.
Los GAA han sido comparados por algunos investigadores con la Triple A (Alianza Anticomunista Argentina), debido a sus métodos extralegales y su papel como instrumento de persecución política. Ambas organizaciones actuaron en contextos donde el anticomunismo justificaba la suspensión del estado de derecho.

## Historia
La fundación de los GAA se remonta a los años más intensos de la Guerra Fría en América Latina, cuando las dictaduras del Cono Sur desarrollaban estrategias para eliminar la oposición política bajo el pretexto de combatir al comunismo. En este contexto, José Eugenio Jacquet impulsó la creación de un grupo que, operando fuera de los canales oficiales, se encargara del espionaje interno, la infiltración de movimientos opositores y la cooperación con la policía civil y las unidades del ejército. La organización mantenía una estructura descentralizada, con células independientes dirigidas por funcionarios estatales, entre ellos Rubén Candia Amarilla, quien años más tarde ocuparía cargos como fiscal general del Estado y ministro del Interior.

Según el investigador Federico Tatter, los GAA «formaban parte de una estructura de terrorismo de Estado clandestina», cuya finalidad era eliminar físicamente al enemigo político. Las operaciones incluían listas negras difundidas en publicaciones como el periódico Acción, donde se exponían nombres de «comunistas» a ser eliminados, y que funcionaban como una forma de justificación previa a la represión. El propio Modesto Esquivel, exintegrante del GAA y luego senador, relató: 
«Se formó un grupo que se llamó Grupo de Acción Anticomunista. Éramos estudiantes. Éramos como 30 a 40 personas. Después se multiplicaron en el interior. Yo era secretario de Eugenio Jacquet, él nos daba directiva: "¿Cómo se lucha contra el comunismo? A balazos"»

## Funciones y operaciones
Los GAA se dedicaban a recolectar información sobre líderes estudiantiles, sindicales y de oposición, infiltrar partidos políticos y movimientos sociales considerados subversivos, elaborar informes que eran canalizados a organismos oficiales de inteligencia, como la Dirección Nacional de Asuntos Técnicos (DNAT), coordinar acciones represivas en conjunto con las Fuerzas Armadas del Paraguay. Varios informes y testimonios los vinculan con violaciones sistemáticas de derechos humanos, incluyendo detenciones arbitrarias, torturas y desapariciones forzadas.